# Péault

Péault este o comună în departamentul Vendée, Franța. În 2009 avea o populație de 526 de locuitori.